# Daniel Alejandro Valdez
Daniel Alejandro Valdez López (25 de junio de 1988, Guaymas, Sonora, México) es un exfutbolista mexicano.
Debutó con Querétaro el sábado 16 de enero de 2010 en un partido contra Atlante, correspondiente a la fecha 1 del torneo Bicentenario.

## Clubes
| Club                               | País   | Año         |
| ---------------------------------- | ------ | ----------- |
| Querétaro Fútbol Club              | México | 2010 - 2012 |
| Club Deportivo Irapuato            | México | 2012        |
| Lobos BUAP                         | México | 2013        |
| Club de Fútbol Delfines del Carmen | México | 2013 - 2014 |
| Club Zacatepec                     | México | 2014 - 2015 |